# Rainy, the Lion Killer
Rainy, the Lion Killer è un cortometraggio muto del 1914 diretto da Sidney Drew che è anche il protagonista della storia, accanto a Harry Davenport, Ethel Lloyd e Jane Morrow (sua moglie, conosciuto anche solo come Mrs. Sidney Drew).

## Produzione
Il film fu prodotto dalla Vitagraph Company of America.

## Distribuzione
Distribuito dalla General Film Company, il film - un cortometraggio in due bobine - uscì nelle sale cinematografiche statunitensi il 25 agosto 1914.